# Racks (album)
Racks è il trentottesimo album in studio del chitarrista statunitense Buckethead, pubblicato il 20 settembre 2012 dalla Hatboxghost Music.

## Il disco
Ottavo disco appartenente alla serie "Buckethead Pikes", Racks è stato pubblicato in contemporanea con March of the Slunks e The Silent Picture Book.

## Tracce
Musiche di Buckethead e Dan Monti.
1. The Snow Rabbit – 3:23
2. Telekinite – 2:58
3. Asbury Park Boardwalk – 3:15
4. Castle of Dr. Cadaver – 2:24
5. Sunbursts – 3:40
6. Chamber of Slunks – 1:18
7. Spiderwall – 1:19
8. Coffin for a Penny – 1:59
9. Fomahaut – 2:06
10. The Patrolman – 7:30

## Formazione
- Buckethead – bionic fingernail
- Dan Monti – programmazione, produzione, missaggio[1]
- Albert – produzione
- Jim Monti – ingegneria del suono aggiuntiva